# Беделл, Грейс
Грейс Беделл (англ. Grace Greenwood Bedell, в замужестве Billings; 1848—1936) — американка, в возрасте одиннадцати лет написавшая письмо президенту США Аврааму Линкольну, который встретился с ней.

## Биография
Родилась 4 ноября 1848 года в Уэстфилде, Нью-Йорк. В семье было ещё две сестры — Элис и Хелен.

### Переписка с Линкольном
15 октября 1860 года, за несколько недель до того, как Линкольн был избран президентом Соединённых Штатов, Грейс Беделл послала ему письмо, призывая Линкольна отрастить бороду, чтобы улучшить его внешний вид — в письме девочка писала, что заключила своего рода пари, что если кандидат в президенты отрастит бороду, то её братья проголосуют за него. В ответном письме от 19 октября 1860 года Линкольн не обещал выполнить её просьбу, однако бороду в течение месяца отпустил. Совершая турне по Америке после избрания президентом, Линкольн посетил городок, где жила Грейс, нашёл её в толпе и сказал, что обязан ей своей представительной бородой, о чём в своём номере от 19 февраля 1861 года сообщила газета New York World. А в 1878 году в интервью местной газете Westfield Грейс Беделл-Биллингс напомнила американцам, что побудило её написать письмо президенту. На сегодня оригинал письма Грейс Беделл хранится в Burton Historical Collection библиотеке Detroit Public Library. Ответное письмо Линкольна в начале 1990-х годов было выставлено на продажу по цене 1 000 000 долларов, и его приобрёл частный коллекционер, который пожелал остаться неизвестным.
В 2007 году исследователями было обнаружено ещё одно письмо Грейс в адрес Линкольна в 1864 году, где она попросила президента о финансовой поддержке для своих родителей.

### Личная жизнь
Грейс вышла замуж за участника Гражданской войны в США — сержанта Джорджа Ньютона Биллингса (англ. George Newton Billings), когда ей было 17 лет, затем они переехали в город Дельфос, штат Канзас, где у них родился ребёнок. Умерла Грейс Беделл 2 ноября 1936 года в Дельфосе и была похоронена на местном кладбище Delphos Cemetery.

## Память
- В 1999 году памятник Линкольну и Беделл был возведён в Уэстфилде, Нью-Йорк.[8]
- Монумент Грейс Беделл установлен в городе, где она умерла.[9]
- Чтобы отметить 150-летний юбилей события, связанного с этим письмом, Марк Эсслингер (сценарист) и Эрик Бёрдетт (режиссёр) сняли в 2010 году короткометражный фильм «Грейс Беделл»[10], где роль юной Грейс Беделл сыграла молодая актриса Лана Эсслингер[11].